# Empoasca ebrachiata
Empoasca ebrachiata är en insektsart som beskrevs av Rowland Southern 1982. Empoasca ebrachiata ingår i släktet Empoasca och familjen dvärgstritar. Inga underarter finns listade i Catalogue of Life.